# Climate Service Center Germany
Das Climate Service Center Germany (GERICS) hat die Aufgabe, prototypische Produkte und Dienstleistungen zu entwickeln, um Entscheidungsträger aus Politik, Wirtschaft und Gesellschaft bei der Anpassung an den Klimawandel zu unterstützen. GERICS hat seinen Sitz in Hamburg und wird von der Meteorologin und Klimaforscherin Daniela Jacob geleitet. Es hat mehr als 80 Mitarbeiter.

## Geschichte
GERICS wurde im Jahre 2009 von der Bundesregierung im Rahmen der Hightech-Strategie zum Klimaschutz des Bundesministeriums für Bildung und Forschung (BMBF) am Helmholtz-Zentrum Geesthacht – Zentrum für Material- und Küstenforschung GmbH (HZG) eingerichtet. Finanziert wurde es bis 2014 vom BMBF. Seit Juni 2014 ist GERICS eine selbständige wissenschaftliche Organisationseinheit des HZG (heute Hereon). Es hat seinen Sitz im Hamburger Chilehaus und beschäftigt ein interdisziplinäres Team aus Natur-, Wirtschafts- und Geisteswissenschaften sowie Architektur mit insgesamt rund 80 Mitarbeiterinnen und Mitarbeitern. Außerdem ist GERICS Bestandteil der Deutschen Anpassungsstrategie an den Klimawandel des Bundesministeriums für Umwelt, Naturschutz und Reaktorsicherheit.

## Abteilungen
GERICS ist interdisziplinär ausgerichtet und umfasst die Abteilungen „Klimasystem“, „Management natürlicher Ressourcen“, „Ökonomie und Politik“ und „Kommunikation“.

### Klimasystem
Die Abteilung „Klimasystem“ stellt Daten und Informationen über die mögliche Entwicklung des Klimas bereit. In Klimamodellen werden Ereignisse wie Regen, Hitze oder Kälte für eine ausgewählte Region modelliert. Das heißt, dass auf Basis der klimatischen Entwicklungen der vergangenen Jahrzehnte die künftige Entwicklung prognostiziert wird. Neben den Veränderungen der vorausgegangenen Jahre werden auch Einflüsse, durch die eine weitere Veränderung zu erwarten ist, etwa ein erhöhter Ausstoß von Treibhausgasen oder Maßnahmen zum Klimaschutz, beachtet. Vertreter von Industrie und Verwaltung bekommen anhand dieser Klimamodelle  Informationen für Entscheidungsprozesse.

### Management natürlicher Ressourcen
Die Abteilung „Management natürlicher Ressourcen“ berät Vertreter aus Land-, Forst- und Wasserwirtschaft, dem Gesundheitswesen sowie der Stadt- und Regionalplanung über Konzepte zur Anpassung an den Klimawandel, welche gleichzeitig Belange des Klimaschutzes und des Naturschutzes berücksichtigen. Dabei geht es unter anderem darum, die Artenvielfalt zu erhalten, eine nachhaltige Landnutzung sicherzustellen, Hochwasserereignissen zu begegnen oder der Ausbreitung von Krankheiten entgegenzuwirken.

### Ökonomie und Politik
Die Abteilung „Ökonomie und Politik“ beschäftigt sich mit den Kosten von Klimawandel und Klimaschutz. Die Abteilung bündelt Wissen über Klimapolitik und die ökonomischen Kosten des Klimawandels und entwickelt auf dieser Basis Schutz- und Anpassungsmaßnahmen. Entscheidungsträger aus Politik und Wirtschaft werden bezüglich der ökonomischen und politischen Folgen des Klimawandels und des Klimaschutzes beraten.

### Kommunikation
Die Abteilung „Kommunikation“ vermittelt Informationen zum Klimawandel und dessen Folgen. Ziel ist es, wissenschaftsbasierte Informationen  zielgruppengerecht aufzubereiten und zu kommunizieren. Zu den Zielgruppen gehören Journalisten, interessierte Laien, Lehrer, Studenten und Schüler, aber auch Wissenschaftler sowie Entscheidungsträger aus Politik, Wirtschaft und Verwaltung. Die Abteilung übernimmt damit eine Mittlerrolle zwischen Wissenschaft und Öffentlichkeit.